# Atopsyche cajas
Atopsyche cajas är en nattsländeart som beskrevs av Harper och Turcotte 1985. Atopsyche cajas ingår i släktet Atopsyche och familjen Hydrobiosidae. Inga underarter finns listade i Catalogue of Life.